# Ctenizidae
Nhện cửa sập (Danh pháp khoa học: Ctenizidae) là một họ nhện trong bộ Araneae, thuộc lớp Arachnid. Đây là những loài nhện sống trên mặt đất và có kích thước lớn.

## Đặc điểm
Tên của loài nhện cửa sập bắt nguồn từ cách chúng sử dụng sỏi đất, cây cỏ và tơ nhện để xây dựng cửa hang và cái tên kỳ lạ xuất phát từ cách săn mồi của chúng. Chúng thường sử dụng đất, cỏ cây, tơ nhện, để xây dựng cửa hang. Bình thường chiếc cửa này được đóng kín nhưng khi nghe thấy tiếng động của con mồi (như các loài côn trùng, động vật không xương sống nhỏ hay động vật chân đốt khác) đi qua cửa hang, chúng sẽ bật ra theo bản năng bật cửa ra để tóm gọn con mồi.
Khi bị con người trêu chọc, bị làm phiền, nhện độc ngay lập tức lao ra khỏi hang để tấn công, chúng lao rất nhanh ra khỏi tổ và dùng chân trước để tấn công, Nhện cửa sập sống dưới các đụn cát, sử dụng tơ và một số loài thực vật xung quanh để ẩn náu. Vết cắn của chúng có thể khiến nạn nhân nôn mửa, hôn mê và khó thở.
Nhện cửa sập hiếm khi được nhìn thấy bởi vì chúng sống trong lòng đất bên dưới hang được bao phủ bởi nhiều cửa sập được xây dựng lên bằng cách sử dụng hỗn hợp đất hoặc nguyên liệu từ cây và tơ. Cửa sập dùng để bảo vệ các con nhện khi chúng đi tìm thức ăn ở cửa hang, thường vào ban đêm. Loài nhiện cửa sập cũng thường giao phối trong hang. Khi giao phối, con đực phải nâng cả cơ thể của con cái do cơ quan sinh dục của con cái nằm ở dưới bụng. Đây là một việc rất khó khăn vì nhện đực thường có thân hình khiêm tốn hơn bạn tình của chúng.

## Loài mới
Các nhà khoa học Úc phát hiện con nhện cửa sập có phần đầu trắng như bị bạch tạng ở phía tây nước Úc. Nó là mẫu vật duy nhất tìm thấy về loài sinh vật bạch tạng này. Một người ở thị trấn nhỏ phía tây Australia đã nhìn thấy con nhện bạch tạng ở gần nhà. Người này đã bắt nó cho vào cái bình và gửi tới bảo tàng tây Úc. Loài nhện trên thực chất không bị bạch tạng, vì nó vẫn mang một số sắc tố nâu trên cơ thể giống như những con nhện cửa sập khác. Người ta cũng phát hiện 13 loài nhện mới, bao gồm loài nhện cửa sập chân lông, ở bán đảo Cape York thuộc bang Queensland, Australia.
Ở Mỹ cũng phát hiện 33 loài nhện cửa sập mới ở phía tây nam nước Mỹ, đưa tổng số loài nhện thuộc chi này lên 40. Việc phát hiện các loài nhện Aptostichus mới ở Mỹ, đặc biệt là California là đáng chú ý. Loài nhện mới được phát hiện ở những môi trường sống tuyệt vời ở California, bao gồm các cồn cát ven biển, chaparral, sa mạc, rừng gỗ sồi và ở những vùng vĩ độ cao trên dãy núi Sierra Nevada.